# Nowa Nadzieja
Nowa Nadzieja è un partito politico polacco fondato nel 2015 da Janusz Korwin-Mikke, in seguito ad una scissione interna al Congresso della Nuova Destra.  Fondato con la denominazione KORWiN, acronimo di Koalicja Odnowy Rzeczypospolitej Wolność i Nadzieja (Coalizione per il Rinnovamento della Repubblica - Libertà e Speranza), ha assunto il nome attuale il 9 novembre 2022. Tra gli altri esponenti della formazione vi sono Przemysław Wipler, eletto al Sejm, e Robert Iwaszkiewicz, membro del Parlamento europeo.
Il partito si attesta su posizioni libertarie di destra ed euroscettiche. L'acronimo della sua denominazione coincide col cognome del suo fondatore (KORWiN).
Korwin-Mikke prese parte alle elezioni presidenziali del 2015, ottenendo il 3,26%, mentre il candidato del Congresso della Nuova Destra, da cui Korwin era fuoriuscito, ottenne lo 0,46%.
Dal 2018, il partito fa parte della Confederazione Libertà e Indipendenza, coalizione di cui KORWiN è il partito principale, insieme ai sovranisti euroscettici del Movimento Nazionale, ai monarchici paleolibertari della Confederazione della Corona Polacca, al Partito degli Automobilisti, ai conservatori dell'Unione delle Famiglie Cristiane e ai nazionalisti della Lega Nazionale.
Alle elezioni parlamentari del 2019 la Confederazione raccoglie 1.256.953 voti, pari al 6,81% dei consensi, ottenendo 11 seggi al Sejm, di cui 5 vanno a KORWiN, 5 al Movimento Nazionale e 1 alla Confederazione della Corona Polacca.
Alle elezioni europee del 2019 la Confederazione ottiene 621.188 voti, pari al 4,55%, non riuscendo a superare la soglia di sbarramento del 5% e rimanendo così fuori dal Parlamento europeo.

## Parlamentari

### Deputati della IX legislatura (2019-2023)
- Konrad Berkowicz
- Artur Dziambor
- Janusz Korwin-Mikke
- Jakub Kulesza
- Dobromir Sośnierz

## Risultati elettorali
| Elezione          | Elezione     | Voti      | %     | Seggi   |
| ----------------- | ------------ | --------- | ----- | ------- |
| Parlamentari 2015 | Sejm         | 722.999   | 4,76  | 0 / 460 |
| Europee 2019      | Europee 2019 | 621.188   | 4,55  | 0 / 51  |
| Parlamentari 2019 | Sejm         | 1.256.953 | 6,81  | 5 / 460 |
| Parlamentari 2023 | Sejm         | 1.547.364 | 7.2   | 8 / 460 |
| Europee 2024      | Europee 2024 | 1.420.287 | 12,08 | 3 / 51  |
| 1. 2. 3.          |              |           |       |         |